# Dermestinae
Dermestinae es una subfamilia de coleópteros polífagos de la familia Dermestidae.

## Tribus
- Dermestini
- Marioutini